# Solfjäderskronduva
Solfjäderskronduva (Goura victoria) är en fågel i familjen duvor inom ordningen duvfåglar.

## Utseende och läte
Solfjäderskronduva är en mycket stor (66–74 cm) marklevande duva i blågrått och rödbrunt och med en spektakulär vitspetsad solfjäderformad tofs. Fjäderdräkten är mörkt blågrå med mörkt purpurrött på bröstet. På vingen syns en ljusare gråaktig fläck kantad i mörklila. Ögat är rött eller rödlila, näbben mörkgrå och benen rödlila.
Liknande större kronduva och blå kronduva har båda enfärgad tofs. Den förra är rödbrun även på nedre delen av bröstet, den senare är jämnfärgat grå under men har istället en rödbrun fläck på manteln och vingtäckarna. Lätet är ett dämpat men vittljudande dubblerat dånande.

## Utbredning och systematik
Solfjäderskronduva delas upp i två underarter med följande utbredning:
- Goura victoria victoria – förekommer på öarna Yapen och Biak
- Goura victoria beccarii – förekommer på norra Nya Guinea

## Status
Solfjäderskronduva listas som nära hotad av IUCN. Den tros inte längre minska kraftigt i antal, efter att jakttrycket minskat. Beståndet är dock relativt litet med en uppskattad världspopulation av mellan 10 000 och 20 000 vuxna individer. Arten antas fortfarande påverkas negativt av skogsavverkingar och utveckling av oljepalmplantage i dess låglänta skogsmiljöer.

## Namn
Fågelns vetenskapliga artnamn hedrar drottning Victoria av Storbritannien (1819–1901). Tidigare kallades den victoriakronduva även på svenska, men tilldelades 2024 ett mer informativt namn av BirdLife Sveriges taxonomikommitté.

## Bildgalleri

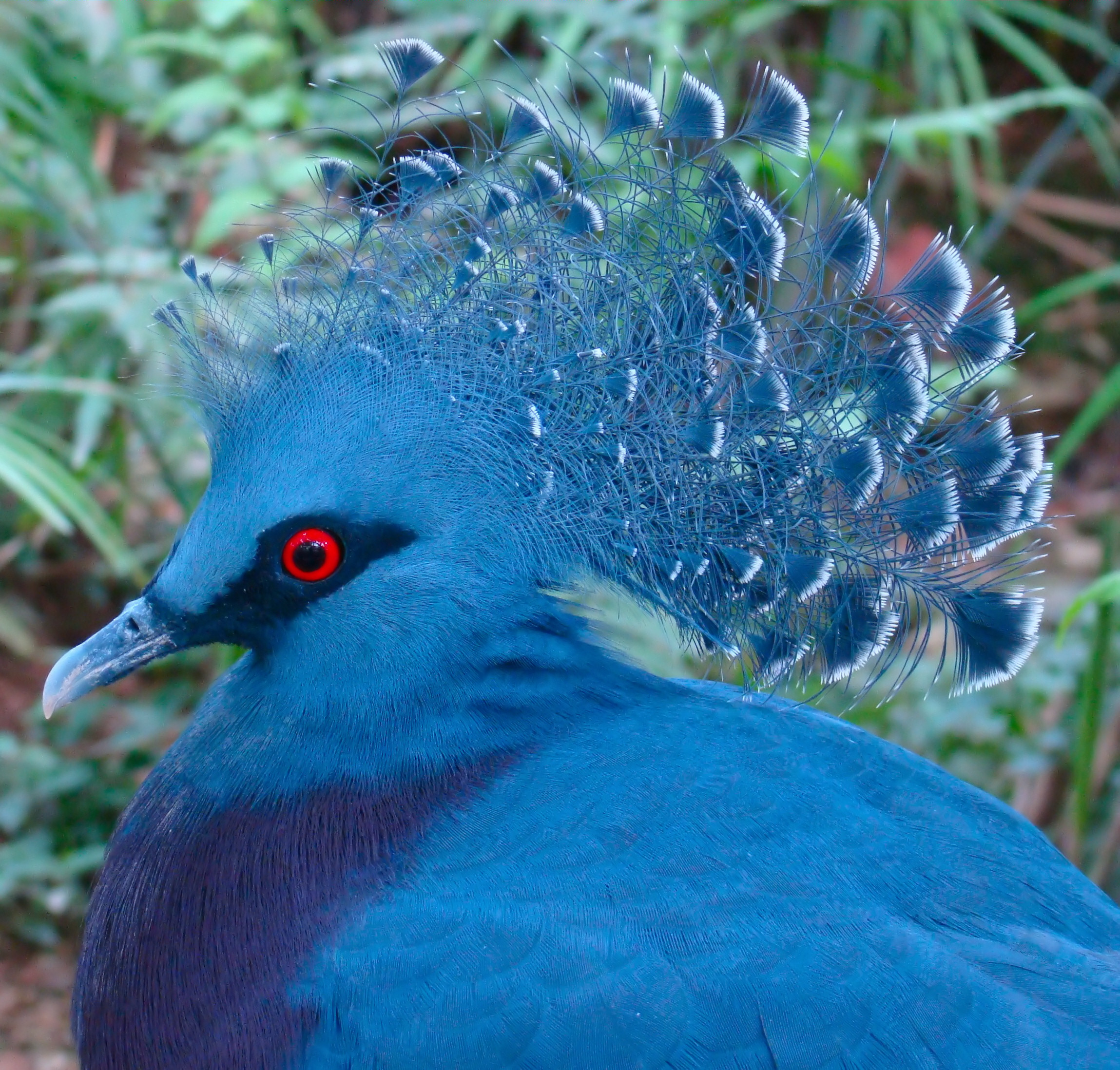
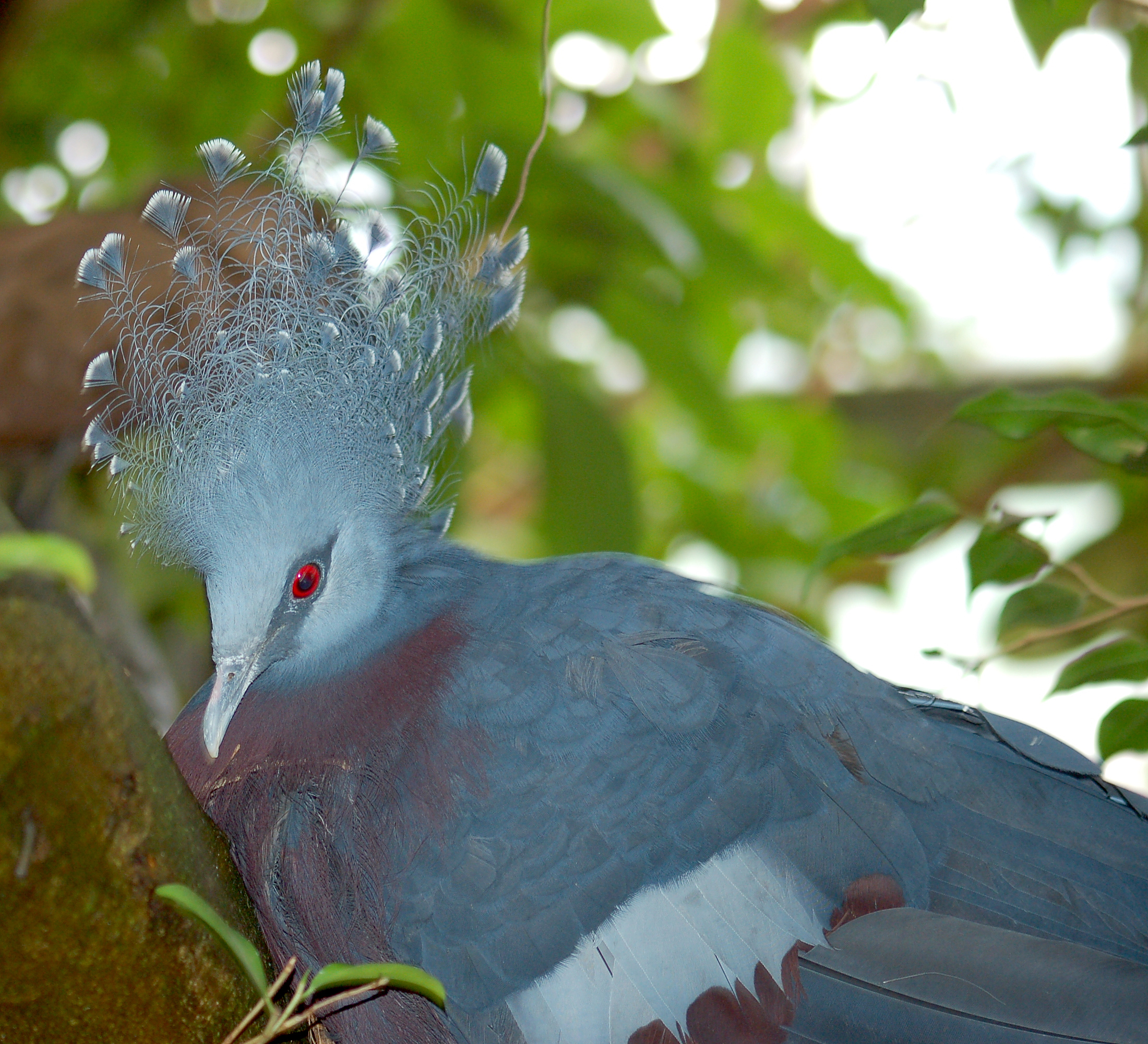
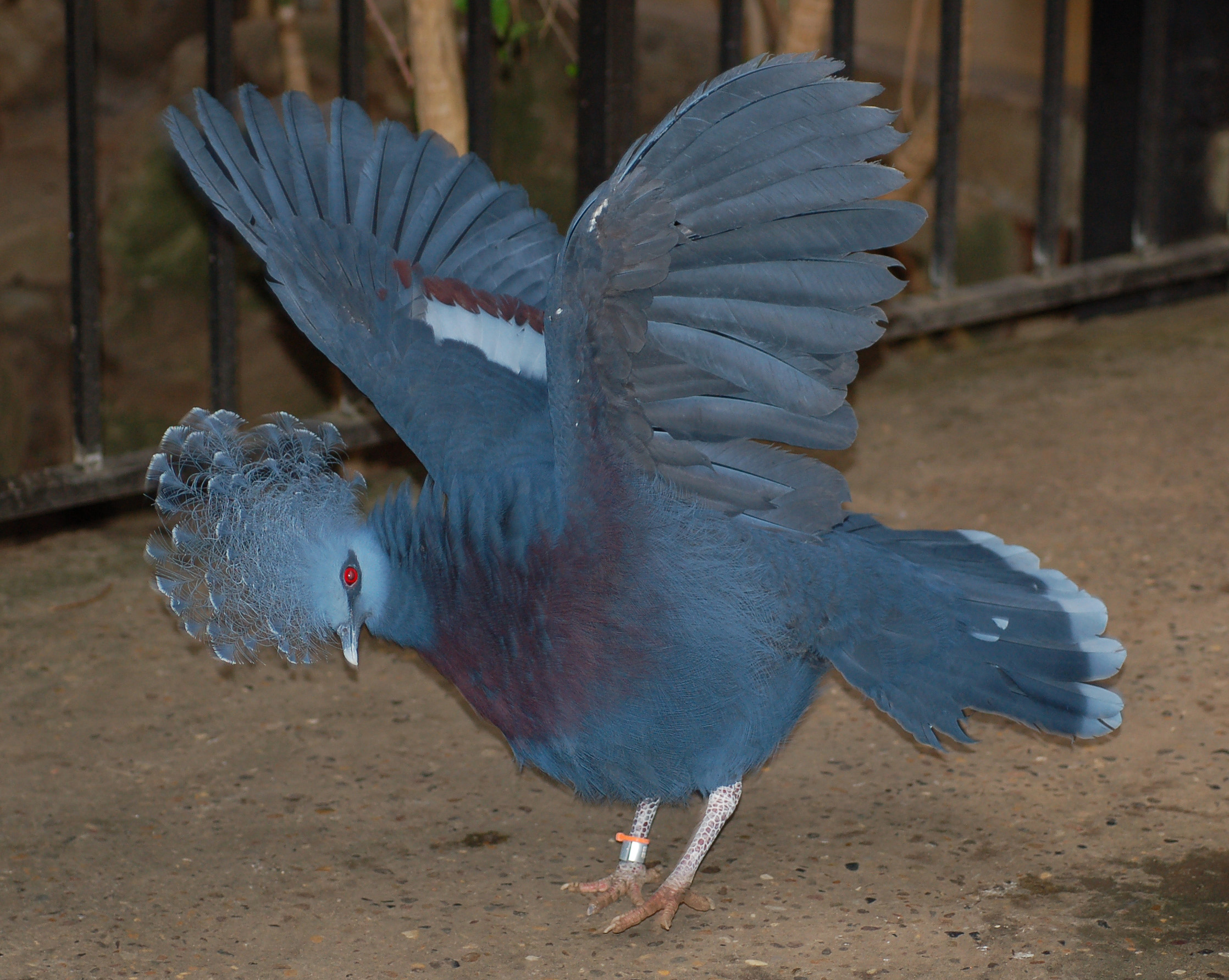
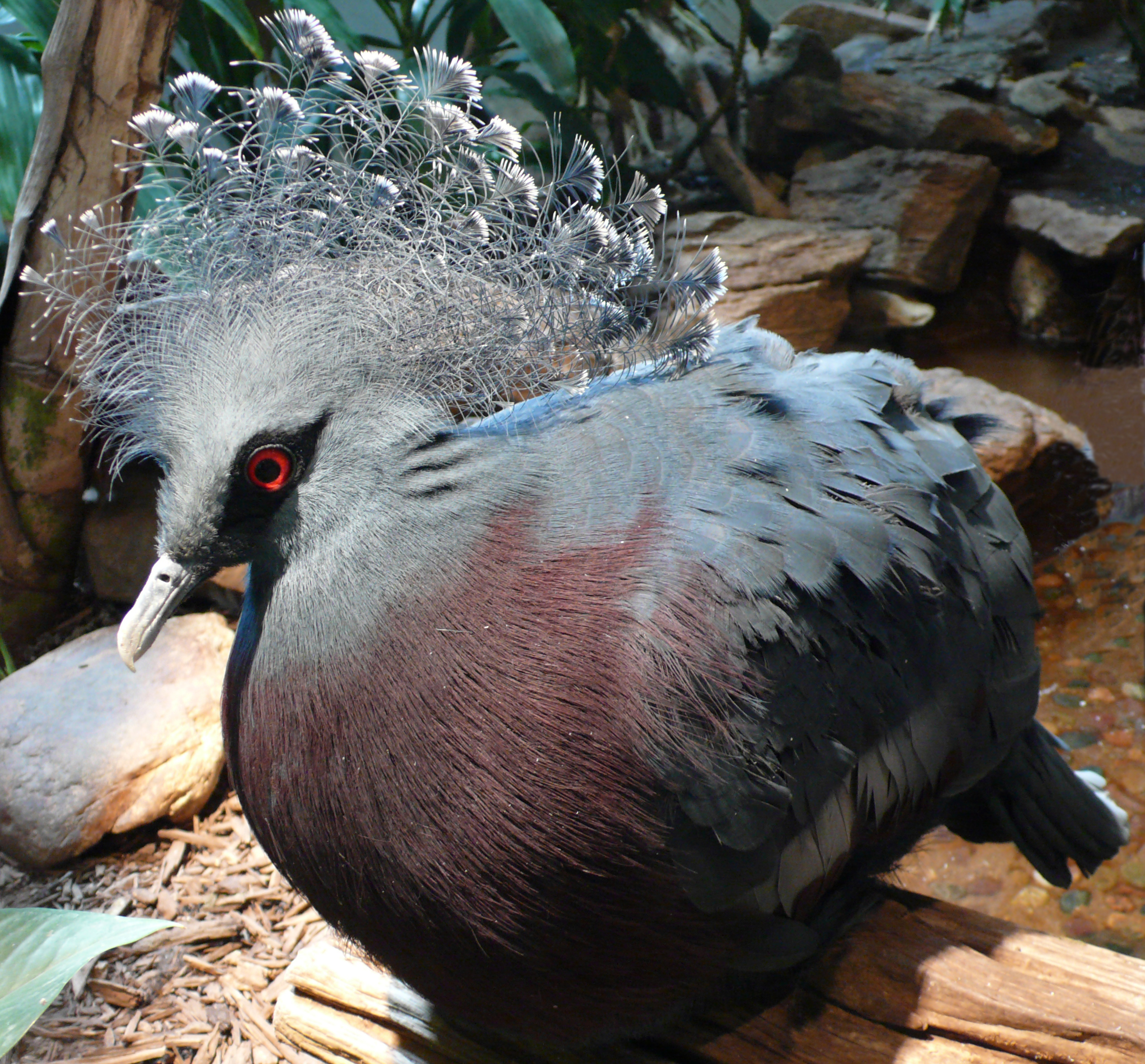
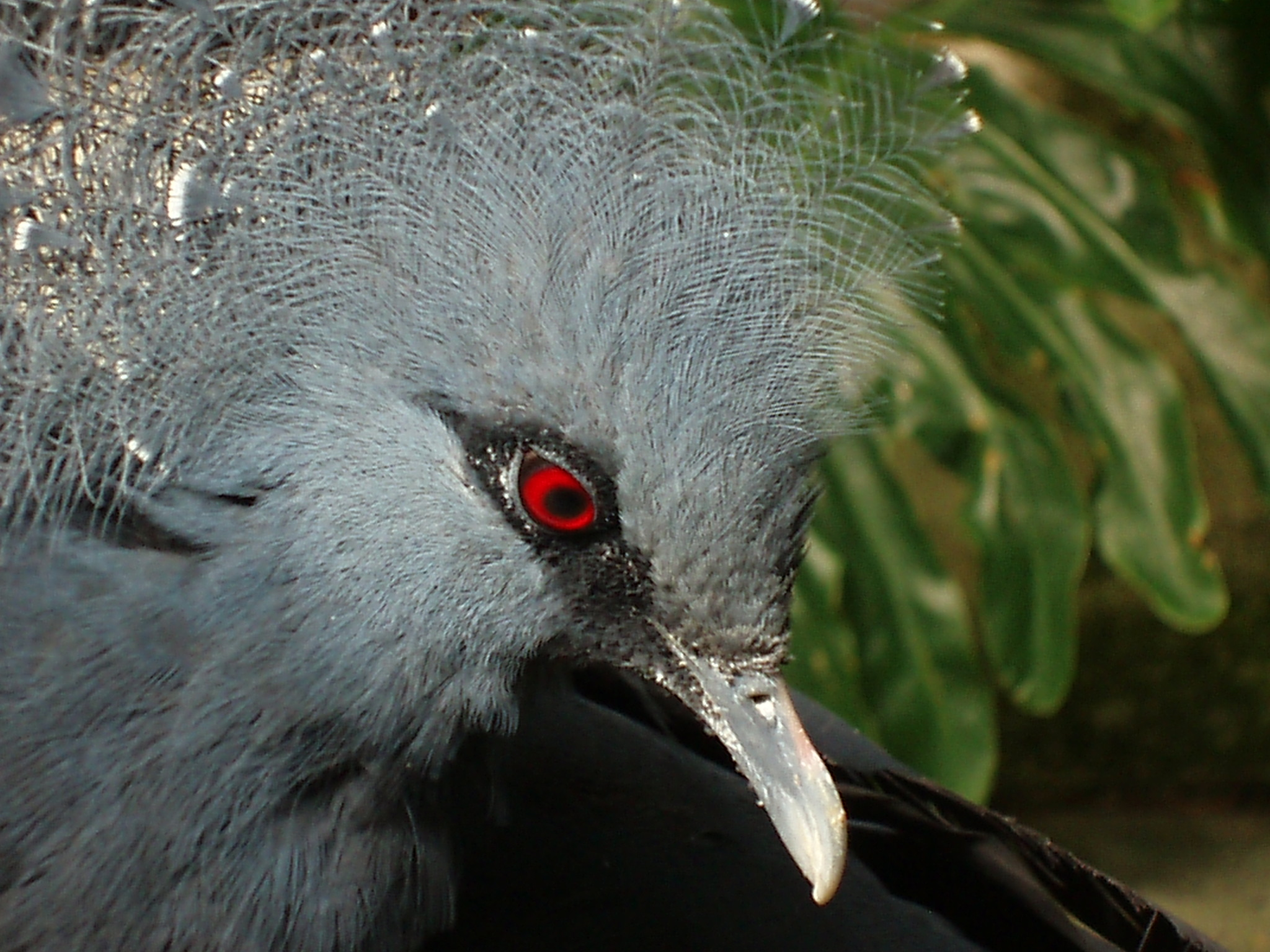
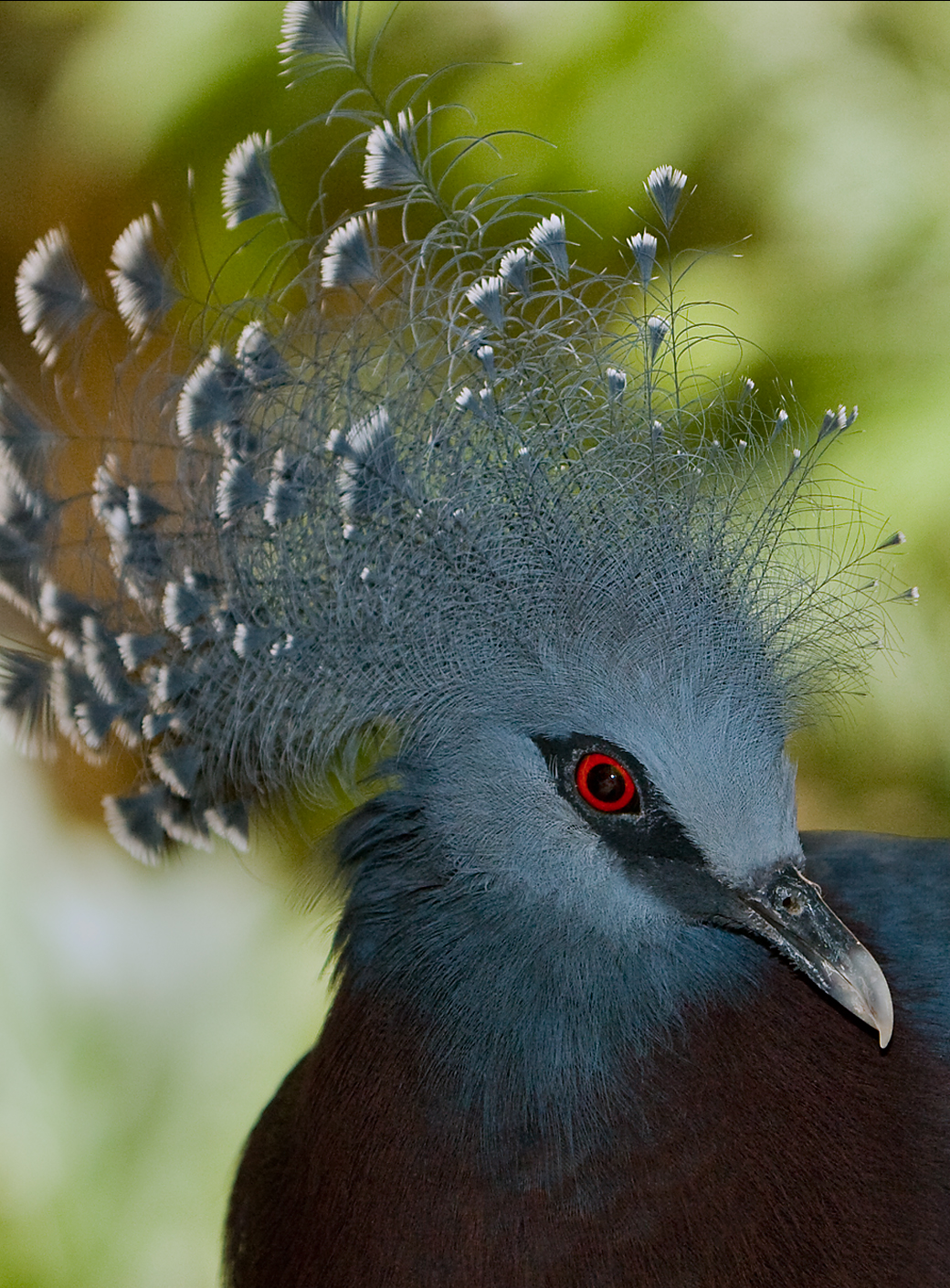